# José María Urrutia Manzano
José María Urrutia Manzano (Concepción, 13 de agosto de 1771 - Concepción, 17 de diciembre de 1848) fue un político y militar chileno.
Hizo primero carrera militar, llegando a ser teniente coronel de Caballería (1804). Inmediatamente sacó cursos en la Universidad de San Felipe, graduándose de Bachiller en Leyes y Filosofía (1809). 
Fue procurador general y alcalde de Concepción (1809-1813). 
Electo diputado suplente por Concepción en 1831, pero no ocupó el cargo por asumir como senador por Biobío y Arauco (1831-1846), como militante del Partido Conservador. En este período, formó parte de la Comisión permanente de Guerra y Marina.